# Paula Maffía
Paula Maffía (Ciudad de Buenos Aires, 15 de abril de 1983) es una cantante y compositora argentina, comprometida con las luchas del feminismo, el movimiento de derechos humanos en la Argentina y las comunidades LGBT+. Integrante de las bandas Viva Zapata, Las Taradas y La Cosa Mostra, entre otros proyectos. 

## Biografía
Paula Maffía nació en la Ciudad de Buenos Aires el 15 de abril de 1983.
Reconoce a María Elena Walsh como su primera influencia musical a los tres años, al escuchar "Canción para bañar la luna", definiendo esa vivencia como su "primera herida musical". En su álbum Polvo (2019) incluye un cover del tema.
En 1998 ingresa a la carrera de piano en el Conservatorio Superior de Música Manuel de Falla.
En 2001 formó su primer grupo llamado Acéphala, un trío punk de mujeres que tocó en el festival Belladona 2001. Su interpretación de "Palabras" en ese festival fue incluido en el álbum Belladona (2002).
Ese mismo año Fernando Bustos, líder de la banda Viva Zapata, la convocó para reemplazar a Roxana Amed como cantante líder de la banda, desempeñándose hasta 2022. Filmaron luego el videoclip del tema “Ella voló”.
En 2004 formó la banda Las Taradas, con
Rosario Baeza (violines y coros), Marcela Galván Alberti (clarinete y coros), Nati Gavazzo (percusión y coros}, Lu Martínez (voz y contrabajo), Jeanette Nenezian ( trompeta), Lucy Patané (guitarra acústica y coros), Ana Sol Torroixa (congas y percusión) y Negra Marta Rodríguez (trombón). Paula participa tocando el acordeón y haciendo coros. La banda interpreta un repertorio de canciones olvidadas de los años ‘40 y ‘50 de todo el mundo.
 Con Las Taradas grabó los álbumes Son y se hacen (2012) y Sirenas de la Jungla (2015).
En 2006 formó la banda La Cosa Mostra, con Pedro Bulgakov, Santiago Mazzanti y Lucy Patané. Con La Cosa Mostra grabó los álbumes Grandes Éxitos (2011) y La Cosa Mostra interpreta y reversiona a La Cosa Mostra (2012).
Ese año la directora de cine Lucía Vassallo la eligió para interpretar un tango escrito en el Penal de Ushuaia, reversionado por Axel Krygier, incluido como tema principal del film La Cárcel del fin del Mundo (2013).
En 2015 lanzó su primer disco solista, Ojos que ladran.
En 2018 fue parte del grupo de artistas que elaboraron y reclamaron la sanción de una ley de cupo no masculino en festivales, que finalmente fue sancionada como Ley de Cupo en Eventos Musicales N° 27.539 el 20 de diciembre de 2019.

Me parece que con las músicas mujeres y las disidencias hay una urgencia por trascender un lugar muy reducido que se le ha dado a lo no masculino en la música. Nos llamó a unirnos y a encontrarnos como agentes políticos, como actrices de nuestro propio destino y nuestra propia realidad inmediata mucho más allá de nuestras diferencias.
Paula Maffía

Participó y colaboró activamente de la Campaña por la Despenalización del Aborto, que logró la sanción de la Ley de Interrupción Voluntaria del Embarazo de Argentina (IVE) No 27.610 en 2020.
En 2019 lanzó Polvo, su segundo álbum solista, acompañada de Lucy Patané y Nahuel Briones. El trabajo fue objeto de tres nominaciones en los Premios Gardel 2020: a Mejor álbum de rock alternativo", Mejor canción del año por "Corazón Licántropo" y Mejor videoclip corto, por la misma canción, obteniendo este último galardón.
En 2020 su película concierto llamada Placer fue nominada al Premio Gardel. En 2021 lanzó su primer libro Verso, publicado por la editorial Planeta. 
En 2023 Paula y Lucy Patané presentaron Lesbiandrama, un EP de cuatro canciones.

## Obra musical
- LP Grandes Éxitos, con La Cosa Mostra, Odisearcrds/RGS. 2011
- LP La Cosa Mostra interpreta y reversiona a La Cosa Mostra, con La Cosa Mostra, Odisearcrds/RGS.2012
- Son y se hacen, con Las Taradas, 2012
- Paula Maffía Orgía, EP, 2014
- Ojos que ladran, solista, 2015
- Sirenas de la Jungla, con Las Taradas, Noviembre de 2015.
- Polvo, solista, 2019
- Lesbiandrama, EP con Lucy Patané. 2023

## Video
- 2001: Videoclip “Ella voló”, con Viva Santana.
- 2019: Videoclip "Corazón Licántropo"
- 2020: película concierto Placer.

## Libros
- Verso, Planeta, 2021.

## Parentesco
El tanguero Pedro Maffia era hermano de su bisabuelo.